# Critici in erba
Libri Infiniti – Critici in erba ist eine Preiskategorie der Internationalen Kinderbuchmesse in Bologna.
Der Preis wird von einer Jury vergeben, die zum größten Teil aus Kindern besteht. Aus einer Auswahl von Werken in den Kategorien „8–11 Jahre“ und „11–14 Jahre“ wird je eines ausgezeichnet.
Zusätzlich zum Preis werden noch Besondere Erwähnungen an weitere Bücher vergeben.

## Preisträger
- 1967: Ich schenk dir einen Papagei! - Franco Barberis, Diogenes, Zürich 1964
- 1968: Alla scoperta dell'Africa - Folco Quilici, Vallecchi, Firenze (Florenz) 1966
- 1969: Pocahontas in London - Jan Wahl, Delacorte Press, New York 1967
- 1970: La storia di Francesco e Chiara raccontata dai bambini di Croce - Lisetta Davanzo, Amici Del Deserto, 1968
- 1971: Alle meine Blätter - Irmgard Lucht und Josef Guggenmoos, Middelhauve, Köln 1970
- 1972 Waltzing Matilda - A. B. Paterson (Text) und Desmond Digby (Illustrationen), Collins, Sydney 1970
- 1973 Snow white and the seven dwarfs / a tale from the brothers Grimm; translated by Randall Jarrell; pictures by Nancy Ekholm Burkert, Farrar, Straus and Giroux, New York 1972
- 1974: God v lesu: rasskazy - I. Sokolov-Mikimov (Text) und G. Nikol'skovo (Illustrationen), Detskaja Literatura, Moskva (Moskau) 1977
- 1975: Il principe felice e altri racconti - Oscar Wilde, Piero Cridaba, Edizioni Paoline, 1976
- 1976: Das gelbe Haus - erzählt von Grete Janus Hertz, illustriert von Iben Clante, Deutsch von Johannes Feil, Carlsen Verlag, Kopenhagen 1974
- 1977: Die Geschichte von Babar dem kleinen Elefanten - Jean de Brunhoff (übers. v. Claudia Schmölders), Diogenes, Zürich 1976
- 1978: Nicholas and the moon eggs - Mark Way, Collins, London 1977
- 1979: Ein Tag im Leben der Dorothea Wutz - Tatjana Hauptmann, Diogenes, Zürich 1978
- 1980: Das Buch vom Dorf Die Geschichte eines Dorfes und seiner Umgebung in Bildern gemalt - Birke Bärwinkel u. Wilfried Mose, Fabula Verlag, Bad Aibling 1979
- 1981: Mr Squint - Jenny Partridge, A World's work children's book, London 1980
- 1982: Kobitotachi no izanari - Tomu Nakamura, Kaisei-Sha Publishing Company, Tokyo 1981
- 1985: The Racing Car Driver's Moustache – Trevor Todd
- 1986: Peter und der Wolf – Loriot und Jörg Müller
- 1987:  Komm mit nach Irgendwo – Sophie Brandes
- 1988:  Die Blumenstadt – Eveline Hasler und Stepán Zavrel, Bohem Press, Zürich 1987, ISBN 3-85581-184-9.
- 1990: A Frog Prince – Alix Berenzy
- 1991: Kleiner Eisbär, nimm mich mit! – Hans de Beer, NordSüd Verlag, Gossau, Zürich, Hamburg
- 1992: Iris (7 Bände) – Miquel Obiols und Carme Solé Vendrell, Aura Comunicaciòn, Barcelona 1991
- 1993: Der Regenbogenfisch - Marcus Pfister, NordSüd Verlag, Gossau, Zürich, Hamburg 1992
- 1994: I am a little panda – Francois Crozat
- 2003: Monia Iorillo